# 빅브레인
빅브레인(Big Brain)은 대한민국의 남성 R&B 그룹이다.

## 멤버
- 김진용 (1993년 5월 4일생), 산본고등학교 졸업, 서울예술대학교 실용음악과 보컬 전공
- 모상훈 (1991년 7월 30일생), 서울예술대학교 실용음악과 보컬 전공
- 윤홍현 (1995년 2월 20일생), 서울예술대학교 실용음악과 보컬 전공
- 황병은 (1994년 9월 27일생), 아현산업정보학교 실용음악과 졸업, 서울예술대학교 실용음악과 보컬 전공

## 음반 목록

### 싱글
- "환영 (Welcome)" (2015.10)
- "Break Away" (2015.12)
- "NO-YEs" (2016.02)
- "Love, Love." (2016.05)
- "아파 (Sick)" (2016.10)